# Reverol
Reverol je nenaseljen otok v Jadranskem morju. Pripada Hrvaški. Najbližje naselje je Funtana. V skladu z zakonom o otokih ter glede na demografske razmere in gospodarski razvoj je Reverol uvrščen v kategorijo majhnih, občasno naseljenih in nenaseljenih otokov in otočkov, za katerega se sprejemajo programi trajnostnega razvoja otokov.
V državnem programu za zaščito in uporabo majhnih, občasno naseljenih in nenaseljenih otokov ter okoliškega morja Ministrstva za regionalni razvoj in sklade Evropske unije je Reverol uvrščen med otoke z manjšo nadmorsko višino (skale različnih oblik in velikosti). Površina otoka je 1.300 m2 in spada v občino Funtana.